# Hesydrus yacuiba
Hesydrus yacuiba är en spindelart som beskrevs av James E. Carico 2005. Hesydrus yacuiba ingår i släktet Hesydrus och familjen Trechaleidae.
Artens utbredningsområde är Bolivia. Inga underarter finns listade i Catalogue of Life.